# Anna Wasapaleis
Het Anna Wasapaleis (Pools: Pałac Anny Wazówny w Brodnicy) is een paleis in Brodnica, Polen en een beschermd architectonisch monument.

## Geschiedenis
Het van oorsprong laat-renaissancepaleis is in opdracht van Rafał Działyński, de starost van Brodnica, vóór 1564 op de resten van het 14e-eeuwse kasteel gebouwd. Het paleis in in de 17e eeuw in de barokstijl herbouwd, maar werd tijdens de Tweede Wereldoorlog in 1945 verwoest. Het gebouw is na de oorlog heropgebouwd.
Het paleis en het domein Brodnica werden in 1605 door Sigismund III van Polen aan zijn zus Anna Wasa geschonken. De prinses stierf hier op 26 februari 1625 na een lang ziektebed.

## Bezitters
1605-1625: Prinses Anna Wasa